# Country gothique
La country gothique (aussi appelée americana gothique, gothique sudiste, Denver sound, ou dark country) est un genre de musique country qui plonge ses racines dans l'early jazz, le gospel, l'americana, le rock gothique et le post-punk. Ses paroles sont axées sur des sujets sombres[2]. Le genre a une scène régionale à Denver,.

## Histoire
La country gothique plonge ses racines dans l'early jazz, le gospel, l'americana, le rock gothique et le post-punk. Les paroles du genre se concentrent sur des sujets macabres. J.D. Wilkes, leader du groupe Legendary Shack Shakers, décrit la country gothique comme « [prenant] l'angle de quelque chose de grotesque et de beau dans les traditions du Sud, la toile de fond de la vie dans le Sud ».
Slim Cessna's Auto Club, formé en 1992, traite souvent de thèmes lyriques dérivés de l'imagerie religieuse apocalyptique, appliquant une approche lyrique gothique aux chansons country et gospel, bien que le groupe ait nié que ses chansons soient gothiques,,,,,,. L'année suivante, le groupe de country gothique The Handsome Family se forme,,, ; Andy Fyfe de Mojo les qualifie de « Sonny and Cher fantomatique de l'americana ». Christopher Bahn, du A.V. Club, compare leur musique à « une collaboration entre Hank Williams et Edgar Allan Poe ».
La série American Recordings de Johnny Cash, produite par Rick Rubin, un producteur plus connu pour sa collaboration avec des artistes de hip-hop et de heavy metal, est classée country gothique aussi bien dans son image que de son style musical ; parmi les reprises de chansons d'artistes hors country tels que Depeche Mode, Danzig et Nine Inch Nails, ainsi que des chansons traditionnelles et de l'époque de la Seconde Guerre mondiale, la série d'albums de Cash s'inspire de thèmes obsédants et désespérés tels que la mort, et de thèmes religieux récurrents sous la forme d'enregistrements de gospels sombres.
Une scène régionale de country gothique se développe à Denver, sous l'impulsion de David Eugene Edwards et de son groupe 16 Horsepower (et plus tard Wovenhand),.
Bien qu'il ne joue pas de la country gothique, le célèbre groupe britannique Fields of the Nephilim, formé en 1984, utilise largement l'imagerie liée à l'univers de la country et du western. 